# Salinometru
Salinometrul este un aparat de măsurare a conținutului de săruri (salinitate) dintr-un fluid. Se bazează pe metode densimetrice sau electroconductometrice.
Un grad al salinometrului corespunde la 10 miligrame de clorură de sodiu dintr-un litru de apă.